# Gnamuš
Gnamuš je priimek v Sloveniji, ki ga je po podatkih Statističnega urada Republike Slovenije na dan 1. januarja 2010 uporabljalo 67 oseb in je med vsemi priimki po pogostosti uporabe uvrščen na 6.057. mesto.

## Znani nosilci priimka
- Gustav Gnamuš (1941—2024), slikar, profesor ALU...
- Janko Gnamuš, metalurg?
- Marijan Gnamuš (1930—2022), arhitekt, industrijski oblikovalec
- Miroslav Gnamuš, metalurg, gospodarstvenik (predsednik uprave Litostroja Jekla)
- Nadja Gnamuš (*1975), umetnostna zgodovinarka
- Olga Kunst Gnamuš (*1942), pegagoginja, jezikoslovka-slovenistka, prof.
- Petra Kos Gnamuš, novinarka